# Friedhelm Körber
Friedhelm Körber (* 11. März 1927 in Vogelbeck, Kreis Northeim; † 16. Januar 2010) war ein niedersächsischer Politiker (SPD) und Mitglied des Niedersächsischen Landtages.
Körber war gelernter Maschinenschlosser. Im Zweiten Weltkrieg war er zwischen 1944 und 1945 als Soldat einberufen. Nach Kriegsende begann er 1945 eine Beschäftigung bei der Firma Norddeutsche Portland Zementhallen. Im gleichen Jahr wurde er Mitglied der Gewerkschaft und im Folgejahr Mitglied der SPD. In Hameln wurde er zum Vorsitzenden der SPD gewählt. Im Jahr 1952 wurde er zum Ratsmitglied des Rates der Gemeinde Vogelbeck. Vier Jahre später wurde er im Jahr 1956 zum Ratsmitglied des Rates der Stadt Hameln. Hier war er Mitglied im Feuerschutzausschuss, Verkehrsausschuss sowie im Jugendwohlfahrtsausschuss. 
Körber wurde in der vierten Wahlperiode zum Mitglied des Niedersächsischen Landtages vom 6. Mai 1959 bis 5. Mai 1963 gewählt.